# Кан Сэнхуэй
Кан Сэнхуэй (кит. трад. 康僧會, упр. 康僧会, вьетнамск.: Khương Tăng Hội, д/н — 280) — буддистский монах согдийского происхождения из юго-восточного государства У времен Троецарствия (220—280), переводчик, комментатор буддийских сутр, знаток конфуцианских канонов, пропагандист примирения конфуцианства и буддизма.

## Биография
Он родился в Цзяочжи (современный Северный Вьетнам), куда его семья перебралась из Индии. Он был сыном согдийского купца, отсюда и фамилия Кан, означающая «тот, чьи предки были выходцами из Кангюя (Согдиана)». Кан получил китайское литературное образование и был «широко начитан в шести [конфуцианских] классиках». Он также читал на санскрите и был известен своим знанием Трипитаки (буддийского канона). Он вступил в сайгу (буддийский монашеский орден) подростком, после смерти своих родителей. Кан внес больший вклад в распространение буддийских сутр в качестве проповедника, переводя текста на китайский язык, поскольку в каноне есть только два сборника авадан, которые приписываются ему. В 247 году Кан Сэнхуэй прибыл в Цзянье, где впоследствии в его честь была выстроена буддистская пагода Цзяньчу-си, первая в районе к югу от реки Янцзы. Умер в 280 году.

## Творчество
Главные произведения основаны на переводах санскритских источников: «У пинь» (吴品) — «Добродетели при династии У» (другой перевод «Записки о три сокровища буддизма всех эпох»), «Лю ду цзи цзин» (六度集经) — «Шесть степеней спасения в сборниках сутр». Кан Сэнхуэй принадлежат также комментарии и предисловия к ряду ранних переводов буддийских сутр.
Он нацеливал адептов буддизма на «успокоение ума» с помощью подавления чувственных «страстей» при помощи дыхательной и медитативной практики психорегулирования. В буддистском духе интерпретировал конфуцианское понятие жэнь дао (仁道，«путь гуманности»). Настаивал на изучении «Чжоу и» и «Ши цзин», в которых видел разъяснения буддистских истин.